# Книга Статут та інші права малоросійські
«Книга Статут та інші права малоросійські» 1764, «Книга Статут и прочія права малороссийскія и другіе, служащія к тому, переписки трудов и собранія Василія Петрова сына Кондратьева» — посібник для судової практики Гетьманщини, укладений з різних законодавчих актів Речі Посполитої, України та Російської імперії правознавцем В. Кондратьєвим. До неї увійшли головним чином основні положення Литовського статуту 1588 (див. Статути Великого князівства Литовського), магдебурзького права, української ділової документації та російського законодавства середини 17 — 1-ї половини 18 ст. На їх підставі в ній розглядалися питання про суд, суддів, форми позовів, докази, вироки, спадщину тощо. Більшість із джерел була спеціально перекладена укладачем із польської та латинської мов. «Книга Статут…» не була офіційним виданням, однак нею активно користувалися у відновлених у ході судової реформи в Гетьманщині 1760—1763 станових судах — гродських судах, земських судах і підкоморських судах.